# Scholastes taylori
Scholastes taylori är en tvåvingeart som beskrevs av Malloch 1939. Scholastes taylori ingår i släktet Scholastes och familjen bredmunsflugor. Inga underarter finns listade i Catalogue of Life.